# Bruno Méndez
Bruno Méndez López, född 16 april 1990 i La Roda, Albacete, är en spansk racerförare.

## Racingkarriär
Méndez gick över från karting till formelbilsracing 2006. Första året tävlade han i Master Junior Formula, tog sex segrar under säsongen, och blev endast slagen av Daniel Campos-Hull i mästerskapstabellen. Han fortsatte sedan upp till Spanska F3-mästerskapet, där han under sitt första år slutade sjua. Han fortsatte i samma serie även 2008, tog sin första seger och körde två helger i Euroseries 3000 för Bull Racing (vilka vann teammästerskapet det året).
Säsongen 2009 tävlade Méndez i European F3 Open Championship, vilket är den nya namnet på Spanska F3-mästerskapet. Han vann, efter fyra segrar under säsongen, mästerskapet två poäng före Celso Míguez. Han körde även en tävlingshelg för RC Motorsport i Formula Renault 3.5 Series det året. 2010 fortsatte han där, men denna gång i FHV Interwetten.com. Tillsammans med sin teamkamrat, Sergio Canamasas, höll han sig långt bak i resultatlistorna, och slutade totalt på en 23:e plats.
Säsongen 2011 tävlar han i det brittiska F3-mästerskapet och Auto GP.
| År                                               | Klass/Mästerskap              | Team                  | Bil                       | Totalt/poäng   | Bästa placering             |
| ------------------------------------------------ | ----------------------------- | --------------------- | ------------------------- | -------------- | --------------------------- |
| 2006                                             | Master Junior Formula         | ?                     | BMW FB02                  | 2:a/315p       | Sex segrar                  |
| 2007                                             | Spanska F3-mästerskapet       | Emilio de Villota.com | Dallara F306 (Toyota)     | 7:a/57p        | 2:a på Jerez (Race 2)       |
| 2008                                             | Spanska F3-mästerskapet       | TEC Auto              | Dallara F308 (Toyota)     | 5:a/67p        | 1:a på Jarama (Race 2)      |
| 2008                                             | Euroseries 3000               | Bull Racing           | Lola B02/50 (Zytek)       | 19:e/8p        | 4:a på Jerez (Race 1)       |
| 2009                                             | European F3 Open Championship | Campos Racing         | Dallara F308 (Toyota)     | 1:a/145p       | Fyra segrar                 |
| 2009                                             | Formula Renault 3.5 Series    | RC Motorsport         | Dallara FR35 (Renault)    | -/0p           | 19:e på Motorland (Race 2)  |
| 2010                                             | Formula Renault 3.5 Series    | FHV Interwetten.com   | Dallara FR35 (Renault)    | 23:a/5p        | 6:a på Magny-Cours (Race 2) |
| 2010                                             | Superleague Formula           | Atlético Madrid       | Panoz DP09B (Menard)      | -/0p           | 9:a på Ordos (Race 1)       |
| 2011                                             | Brittiska F3-mästerskapet     | Hitech Racing         | Dallara F308 (Volkswagen) | säsongen pågår | säsongen pågår              |
| 2011                                             | Auto GP                       | Super Nova            | Lola B05/52 (Zytek)       | säsongen pågår | säsongen pågår              |
| Senast uppdaterad: 2011-04-25 (5006 dagar sedan) |                               |                       |                           |                |                             |